# Inogorodne-Malióvani
Inogorodne-Malióvani - Иногородне-Малёваный (rus) - és un khútor del krai de Krasnodar, a Rússia. Es troba a la vora del Malióvana, afluent per la dreta del Beissujok Esquerre. És a 4 km al sud de Vísselki i a 73 km al nord-est de Krasnodar.
Pertany a l'stanitsa de Vísselki.